# بيني سكوت
بيني سكوت (بالإنجليزية: Benny Scott)‏ هو سائق سباق أمريكي، ولد في 4 فبراير 1945، وتوفي في 25 سبتمبر 2009.